# He zun

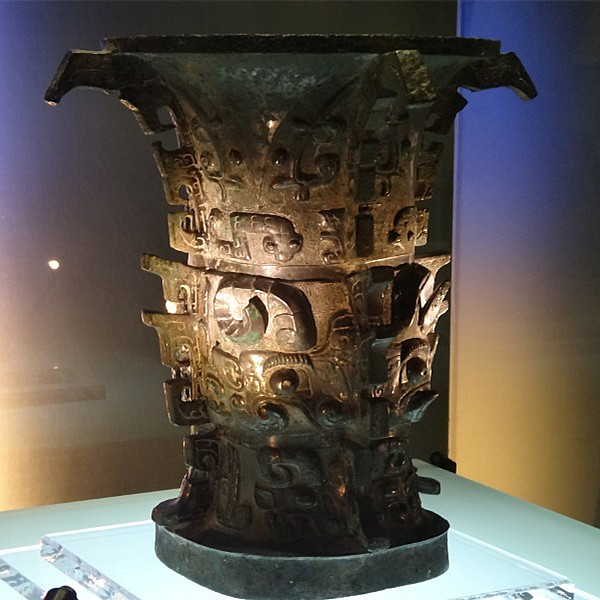
He zun. Muzeum Brązów w Baoji

He zun (chiń. trad. 何尊; pinyin Hé zūn, Zun [pana] He) – starożytne chińskie naczynie rytualne z brązu typu zun, pochodzące sprzed ponad 2700 lat, z epoki Zachodniej Zhou. Jest to najstarszy  artefakt, na którym znajduje się napis ze znakami oznaczającym „Państwo Środka” (中國) czyli „Chiny”. Przechowywany jest w muzeum w Baoji w prowincji Shaanxi.

## Odkrycie
W 1963 rodzina Chen, za której domem w wiosce Jia, w Baoji znajdowała się trzymetrowa skarpa, postanowiła ściąć około metrowej wielkości bryłę na urwisku, bojąc się, by jej zerwanie nie zrobiło komuś krzywdy. Po rozbiciu bryły okazało się, że wewnątrz jest brązowe naczynie, ozdobione wzorem taotie. Nie zdając sobie sprawy z jego wartości, używali dzbana jako pojemnika na zboże, by 8 sierpnia 1965, będąc w kłopotach finansowych, sprzedać go na złom za 30 juanów. We wrześniu pracownik muzeum w Baoji odwiedził złomowisko i jeden z pracowników zapytał go czy chce zobaczyć stary dzban. Ekspert muzeum zorientował się, że ma do czynienia z zabytkiem z okresu Zhou i zabrał zun do muzeum. Dwanaście lat później, po odczyszczeniu pokrywającej obiekt patyny odkryto na nim inskrypcję.

## Opis
Naczynie ma 38,8 cm wysokości, 28,20 cm średnicy i waży 14,78 kg. Okrągłe u wylotu, ma kwadratową podstawę o zaokrąglonych rogach, co powoduje spłaszczenie boków i umożliwia wyeksponowanie mocno wypukłych i bardzo ekspresywnych masek taotie. Maski na ściankach mają grube spiralne rogi, a ich haczykowate brody wystają ze ścianek naczynia. Niższe maski, nad stopą dzbana, są mniej rozbudowane. Pod krawędzią, naczynie zdobione jest ornamentem ze zgeometryzowanych węży i trójkątnych pól geometrycznymi. Gruby i mocno wypukły relief ma za tło przestrzenie delikatnie rzeźbione w spirale. Całość jest masywna, a ostre, boczne płaszczyzny dają wrażenie energii i dynamizmu.

## Inskrypcja

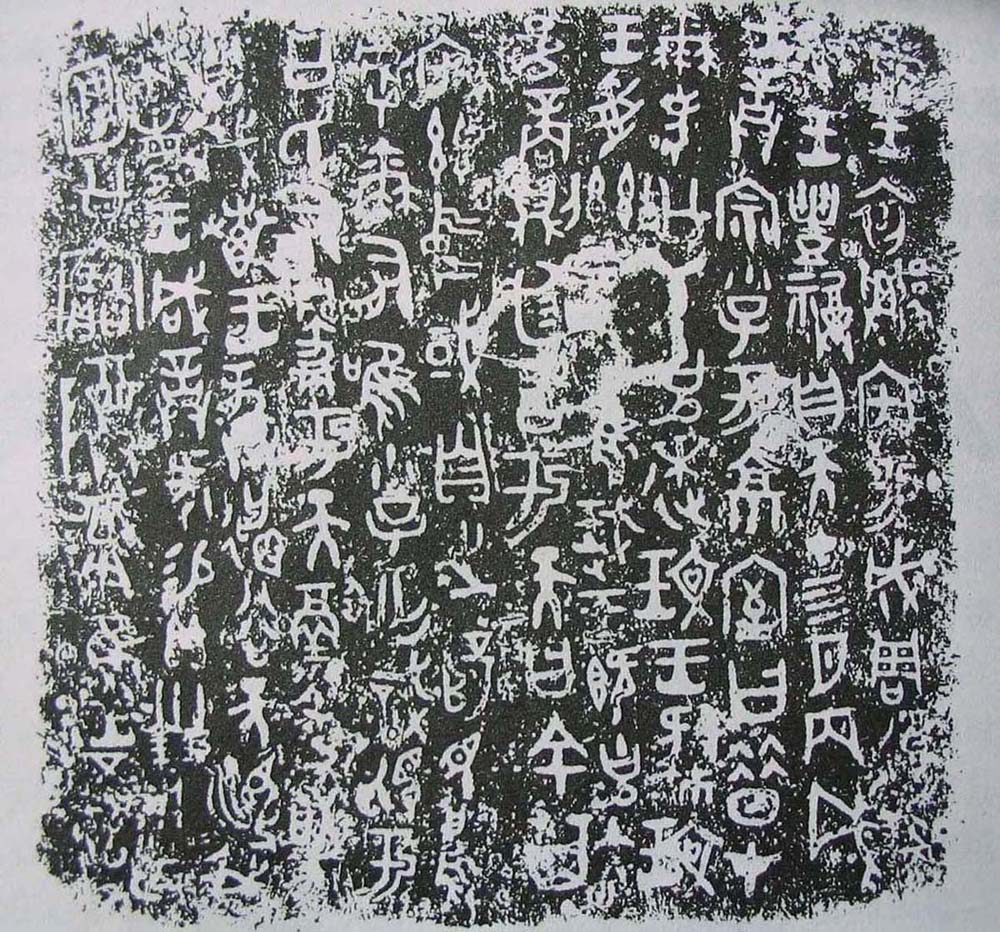
Odbitka inskrypcji; w siódmej kolumnie od prawej, u góry znajduje się napis 宅茲中國

Całe dno dzbana pokryte jest inskrypcją ze 122 chińskich znaków w 12 kolumnach; 119 czytelnych znaków identyfikuje twórcę naczynia, nazwiskiem He, i podaje datę wykonania: piąty rok panowania drugiego króla Zhou, Chenga. Napis jest proklamacją królewską z okazji założenia stolicy i w wielu miejscach przypomina rozdziały Dagao i Duoshi z Księgi dokumentów; inskrypcja jest najdłuższym zachowanym dokumentem z okresu panowania króla Chenga z dynastii Zhou. Budowę miasta Luoyi (洛邑) (prawdopodobnie w pobliżu dzisiejszego Luoyangu) notują wspomniane dwa rozdziały, a napis na dzbanie mówi też o pobycie w tej okolicy króla Wu, założyciela dynastii Zhou; informacja ta jest istotna, bo dokumentuje tworzenie struktur państwa Zhou na niedawno podbitych regionach. 
Wśród nich jest napis 宅茲中國 – co jest najstarszym znanym zapisem słowa „Państwo Środka” (中國) czyli „Chiny”. Zun pana He jest jednym z sześćdziesięciu czterech zabytków kultury, których nie wolno wywozić poza granice Chin.